# Interlands Roemeens voetbalelftal 1940-1949
Deze pagina toont een chronologisch en gedetailleerd overzicht van de interlands die het Roemeens voetbalelftal heeft gespeeld in de periode 1940 – 1949.

## Interlands

### 1940
|                                                                       |                                     |       |                                                                   | |
| 31 maart Danube Cup 1940/41 № 83 «onderlinge duels» 16:45 uur (UTC+2) | Roemenië                            | 3 – 3 | Joegoslavië                                                       | Stadionul Oficiul Național de Educație Fizică, Boekarest Toeschouwers: 25.000 Scheidsrechter: Lajos Rubint (HUN) |
| 31 maart Danube Cup 1940/41 № 83 «onderlinge duels» 16:45 uur (UTC+2) | Silviu Bindea 25' Iuliu Baratki 44' |       | 12', 60' Svetislav Valjarević 41' Vojin Božović 67' Silviu Bindea | Stadionul Oficiul Național de Educație Fizică, Boekarest Toeschouwers: 25.000 Scheidsrechter: Lajos Rubint (HUN) |

|                                                                      |                                     |       |                   |                                                                                     |
| 14 april Vriendschappelijk № 84 «onderlinge duels» 15:30 uur (UTC+1) | Italië                              | 2 – 1 | Roemenië          | Stadio Nazionale PNF, Rome Toeschouwers: 22.000 Scheidsrechter: Alois Beranek (AUT) |
| 14 april Vriendschappelijk № 84 «onderlinge duels» 15:30 uur (UTC+1) | Amedeo Biavati 61' Silvio Piola 78' |       | 47' Iuliu Baratky | Stadio Nazionale PNF, Rome Toeschouwers: 22.000 Scheidsrechter: Alois Beranek (AUT) |

|                                                                       |                                      |       |          |                                                                                      |
| 19 mei Danube Cup 1940-1941 № 85 «onderlinge duels» 17:15 uur (UTC+1) | Hongarije                            | 2 – 0 | Roemenië | Üllői úti stadion, Boedapest Toeschouwers: 20.000 Scheidsrechter: Mika Popović (YUG) |
| 19 mei Danube Cup 1940-1941 № 85 «onderlinge duels» 17:15 uur (UTC+1) | György Sárosi 68' László Gyetvai 74' |       |          | Üllői úti stadion, Boedapest Toeschouwers: 20.000 Scheidsrechter: Mika Popović (YUG) |

|                                                                     | |       |                                                |                                                                                             |
| 14 juli Vriendschappelijk № 86 «onderlinge duels» 16:00 uur (UTC+2) | Duitsland                                                                                          | 9 – 3 | Roemenië                                       | Waldstadion, Frankfurt am Main Toeschouwers: 40.000 Scheidsrechter: Raffaele Scorzoni (ITA) |
| 14 juli Vriendschappelijk № 86 «onderlinge duels» 16:00 uur (UTC+2) | Ernst Plener 16', 59' Wilhelm Hahnemann 19', 26' Fritz Walter 33', 76', 81' Hans Fiederer 58', 63' |       | 53' (pen.) Iuliu Baratky 70' Silviu Ploeşteanu | Waldstadion, Frankfurt am Main Toeschouwers: 40.000 Scheidsrechter: Raffaele Scorzoni (ITA) |

|                                                                           |                         |       |                                        |                                                                                   |
| 22 september Danube Cup 1940/41 № 87 «onderlinge duels» 15:30 uur (UTC+1) | Joegoslavië             | 1 – 2 | Roemenië                               | Stadion BSK, Belgrado Toeschouwers: 12.000 Scheidsrechter: Generoso Dattilo (ITA) |
| 22 september Danube Cup 1940/41 № 87 «onderlinge duels» 15:30 uur (UTC+1) | Aleksandar Petrović 17' |       | 41' Gheorghe Popescu 51' Ionică Bogdan | Stadion BSK, Belgrado Toeschouwers: 12.000 Scheidsrechter: Generoso Dattilo (ITA) |

### 1941
|                                                                    |                       |       |                                                                     | |
| 1 juni Vriendschappelijk № 88 «onderlinge duels» 17:30 uur (UTC+2) | Roemenië              | 1 – 4 | Duitsland                                                           | Stadionul Oficiul Național de Educație Fizică, Boekarest Toeschouwers: 40.000 Scheidsrechter: Ján Bízik (SVK) |
| 1 juni Vriendschappelijk № 88 «onderlinge duels» 17:30 uur (UTC+2) | Valeriu Niculescu 88' |       | 5', 67' Ernest Wilimowski 26' Fritz Walter 33' Stanislaus Kobierski | Stadionul Oficiul Național de Educație Fizică, Boekarest Toeschouwers: 40.000 Scheidsrechter: Ján Bízik (SVK) |

|                                                                        |                                                       |       |                                       | |
| 12 oktober Vriendschappelijk № 89 «onderlinge duels» 15:45 uur (UTC+2) | Roemenië                                              | 3 – 2 | Slowakije                             | Stadionul Agenţia Naţională de Educaţie Fizică, Boekarest Toeschouwers: 15.000 Scheidsrechter: Generoso Dattilo (ITA) |
| 12 oktober Vriendschappelijk № 89 «onderlinge duels» 15:45 uur (UTC+2) | Kostas Houmis 29' Silviu Bindea 44' Silviu Bindea 50' |       | 15' Jozef Kuchár 58' František Bolček | Stadionul Agenţia Naţională de Educaţie Fizică, Boekarest Toeschouwers: 15.000 Scheidsrechter: Generoso Dattilo (ITA) |

### 1942
|                                                                         | |       |          |                                                                                     |
| 16 augustus Vriendschappelijk № 90 «onderlinge duels» 16:00 uur (UTC+2) | Duitsland                                                                                                  | 7 – 0 | Roemenië | Hindenburg-Kampfbahn, Bytom Toeschouwers: 55.000 Scheidsrechter: Jozef Mohler (SVK) |
| 16 augustus Vriendschappelijk № 90 «onderlinge duels» 16:00 uur (UTC+2) | Herbert Burdenski 43' Fritz Walter 49', 56', 80' Karl Decker 76' August Klingler 62' Ernest Wilimowski 86' |       |          | Hindenburg-Kampfbahn, Bytom Toeschouwers: 55.000 Scheidsrechter: Jozef Mohler (SVK) |

|                                                                         |                      |       |          |                                                                                  |
| 23 augustus Vriendschappelijk № 91 «onderlinge duels» 18:00 uur (UTC+2) | Slowakije            | 1 – 0 | Roemenië | Tehelné pole, Bratislava Toeschouwers: 20.000 Scheidsrechter: Helmut Finck (GER) |
| 23 augustus Vriendschappelijk № 91 «onderlinge duels» 18:00 uur (UTC+2) | František Bolček 15' |       |          | Tehelné pole, Bratislava Toeschouwers: 20.000 Scheidsrechter: Helmut Finck (GER) |

|                                                                        |                                    |       |                                        | |
| 11 oktober Vriendschappelijk № 92 «onderlinge duels» 15:30 uur (UTC+2) | Roemenië                           | 2 – 2 | Kroatië                                | Stadionul Oficiul Național de Educație Fizică, Boekarest Toeschouwers: 12.000 Scheidsrechter: Todor Atanasov (BUL) |
| 11 oktober Vriendschappelijk № 92 «onderlinge duels» 15:30 uur (UTC+2) | Radu Florian 28' Ionică Bogdan 65' |       | 9' Zvonko Cimermančić 18' Franjo Wölfl | Stadionul Oficiul Național de Educație Fizică, Boekarest Toeschouwers: 12.000 Scheidsrechter: Todor Atanasov (BUL) |

### 1943
|                                                                     |                                   |       |                                        |                                                                                         |
| 13 juni Vriendschappelijk № 93 «onderlinge duels» 18:00 uur (UTC+2) | Roemenië                          | 2 – 2 | Slowakije                              | Stadionul Giuleşti, Boekarest Toeschouwers: 15.000 Scheidsrechter: Todor Atanasov (BUL) |
| 13 juni Vriendschappelijk № 93 «onderlinge duels» 18:00 uur (UTC+2) | Marian Bazil 12' Iosif Kovacs 48' |       | 50' Jozef Balázsy 88' František Bolček | Stadionul Giuleşti, Boekarest Toeschouwers: 15.000 Scheidsrechter: Todor Atanasov (BUL) |

### 1944
Geen interlands gespeeld.

### 1945
|                                                                          | |       |                                            |                                                                                     |
| 30 september Vriendschappelijk № 94 «onderlinge duels» 15:30 uur (UTC+2) | Hongarije | 7 – 2 | Roemenië                                   | Üllői úti stadion, Boedapest Toeschouwers: 35.000 Scheidsrechter: Pál Hertzka (HUN) |
| 30 september Vriendschappelijk № 94 «onderlinge duels» 15:30 uur (UTC+2) | Nándor Hidegkuti 8', 87' Ferenc Puskás 15', 69' Gyula Zsengellér 25' Ferenc Rudas 32' (pen.) István Nyers 33' |       | 20' Francisc Fabian 40' Iosif Petschovschi | Üllői úti stadion, Boedapest Toeschouwers: 35.000 Scheidsrechter: Pál Hertzka (HUN) |

### 1946
|                                                                     |                                         |       |                                    |                                                                                        |
| 8 oktober Balkan Cup 1946 № 95 «onderlinge duels» 15:00 uur (UTC+1) | Bulgarije                               | 2 – 2 | Roemenië                           | Qemal Stafastadion, Tirana Toeschouwers: 20.000 Scheidsrechter: Marijan Matančić (YUG) |
| 8 oktober Balkan Cup 1946 № 95 «onderlinge duels» 15:00 uur (UTC+1) | Sandu Negrescu 6' (e.d.) Krum Milev 22' |       | 47' Nicolae Reuter 52' Mátyás Tóth | Qemal Stafastadion, Tirana Toeschouwers: 20.000 Scheidsrechter: Marijan Matančić (YUG) |

|                                                                      |                                     |       |                      |                                                                                       |
| 11 oktober Balkan Cup 1946 № 96 «onderlinge duels» 15:00 uur (UTC+1) | Roemenië                            | 2 – 1 | Joegoslavië          | Qemal Stafastadion, Tirana Toeschouwers: 25.000 Scheidsrechter: Andrey Zlatarev (BUL) |
| 11 oktober Balkan Cup 1946 № 96 «onderlinge duels» 15:00 uur (UTC+1) | Nicolae Reuter 18' Iosif Fabian 24' |       | 42' Kiril Simonovski | Qemal Stafastadion, Tirana Toeschouwers: 25.000 Scheidsrechter: Andrey Zlatarev (BUL) |

|                                                                      |                  |       |          |                                                                                        |
| 13 oktober Balkan Cup 1946 № 97 «onderlinge duels» 15:00 uur (UTC+1) | Albanië          | 1 – 0 | Roemenië | Qemal Stafastadion, Tirana Toeschouwers: 20.000 Scheidsrechter: Marijan Matančić (YUG) |
| 13 oktober Balkan Cup 1946 № 97 «onderlinge duels» 15:00 uur (UTC+1) | Qamil Teliti 55' |       |          | Qemal Stafastadion, Tirana Toeschouwers: 20.000 Scheidsrechter: Marijan Matančić (YUG) |

### 1947
|                                                |         |                                             |          |                                                                                     |
| 25 mei Balkan Cup 1947 № 98 «onderlinge duels» | Albanië | 0 – 4                                       | Roemenië | Qemal Stafastadion, Tirana Toeschouwers: 20.000 Scheidsrechter: Árpád Kamarás (HUN) |
| 25 mei Balkan Cup 1947 № 98 «onderlinge duels» |         | 29', 69', 79' Iuliu Farkas 48' Iosif Covaci |          | Qemal Stafastadion, Tirana Toeschouwers: 20.000 Scheidsrechter: Árpád Kamarás (HUN) |

|                                                                   |                  |       |                                           |                                                                                   |
| 22 juni Balkan Cup 1947 № 99 «onderlinge duels» 18:00 uur (UTC+2) | Roemenië         | 1 – 3 | Joegoslavië                               | Giuleștistadion, Boekarest Toeschouwers: 25.000 Scheidsrechter: Imre Molnár (HUN) |
| 22 juni Balkan Cup 1947 № 99 «onderlinge duels» 18:00 uur (UTC+2) | Iuliu Farkas 42' |       | 37', 53' Stjepan Bobek 39' Jovan Jezerkić | Giuleștistadion, Boekarest Toeschouwers: 25.000 Scheidsrechter: Imre Molnár (HUN) |

|                                                 |                                           |       |                                                            |                                                                                  |
| 6 juli Balkan Cup 1947 № 100 «onderlinge duels» | Bulgarije                                 | 2 – 3 | Roemenië                                                   | Joenakstadion, Sofia Toeschouwers: 25.000 Scheidsrechter: Marijan Matančić (YUG) |
| 6 juli Balkan Cup 1947 № 100 «onderlinge duels» | Trendafil Stankov 47' Vuchko Yordanov 82' |       | 38' Gheorghe Băcuţ 59' Iosif Petschovschi 61' Bazil Marian | Joenakstadion, Sofia Toeschouwers: 25.000 Scheidsrechter: Marijan Matančić (YUG) |

|                                                                      |                    |       |                           |                                                                                             |
| 19 juli Vriendschappelijk № 101 «onderlinge duels» 18:00 uur (UTC+2) | Polen              | 1 – 2 | Roemenië                  | Wojska Polskiegostadion, Warschau Toeschouwers: 30.000 Scheidsrechter: Jaroslav Vlček (TCH) |
| 19 juli Vriendschappelijk № 101 «onderlinge duels» 18:00 uur (UTC+2) | Gerard Cieślik 53' |       | 3', 61' Francisc Spielman | Wojska Polskiegostadion, Warschau Toeschouwers: 30.000 Scheidsrechter: Jaroslav Vlček (TCH) |

|                                                                           |                                              |       |                                                                        |                                                                                             |
| 21 september Vriendschappelijk № 102 «onderlinge duels» 16:00 uur (UTC+2) | Roemenië                                     | 2 – 6 | Tsjecho-Slowakije                                                      | Giuleștistadion, Boekarest Toeschouwers: 20.000 Scheidsrechter: Maksymilian Schneider (POL) |
| 21 september Vriendschappelijk № 102 «onderlinge duels» 16:00 uur (UTC+2) | Francisc Spielman 45' Nicolae Dumitrescu 59' |       | 8', 73' Ladislao Kubala 17', 25' Jaroslav Cejp 70', 79' Gejza Šimanský | Giuleștistadion, Boekarest Toeschouwers: 20.000 Scheidsrechter: Maksymilian Schneider (POL) |

|                                                                       |          |                                        |           |                                                                                         |
| 12 oktober Balkan Cup 1947 № 103 «onderlinge duels» 16:00 uur (UTC+2) | Roemenië | 0 – 3                                  | Hongarije | Giuleștistadion, Boekarest Toeschouwers: 25.000 Scheidsrechter: Miljenko Podubsky (YUG) |
| 12 oktober Balkan Cup 1947 № 103 «onderlinge duels» 16:00 uur (UTC+2) |          | 21' Béla Egresi 35', 74' Ferenc Puskás |           | Giuleștistadion, Boekarest Toeschouwers: 25.000 Scheidsrechter: Miljenko Podubsky (YUG) |

|                                                                         |          |       |       |                                                                                    |
| 26 oktober Vriendschappelijk № 104 «onderlinge duels» 15:15 uur (UTC+2) | Roemenië | 0 – 0 | Polen | Giuleștistadion, Boekarest Toeschouwers: 6.000 Scheidsrechter: Árpád Kamarás (HUN) |
| 26 oktober Vriendschappelijk № 104 «onderlinge duels» 15:15 uur (UTC+2) |          |       |       | Giuleștistadion, Boekarest Toeschouwers: 6.000 Scheidsrechter: Árpád Kamarás (HUN) |

### 1948
|                                                                  |          |                |         |                                                                                      |
| 2 mei Balkan Cup 1948 № 105 «onderlinge duels» 17:00 uur (UTC+2) | Roemenië | 0 – 1          | Albanië | Giuleștistadion, Boekarest Toeschouwers: 20.000 Scheidsrechter: Todor Stoyanov (BUL) |
| 2 mei Balkan Cup 1948 № 105 «onderlinge duels» 17:00 uur (UTC+2) |          | 63' Pal Mirash |         | Giuleștistadion, Boekarest Toeschouwers: 20.000 Scheidsrechter: Todor Stoyanov (BUL) |

|                                                                   |                                                                                                  |       |          |                                                                                       |
| 6 juni Balkan Cup 1948 № 106 «onderlinge duels» 18:00 uur (UTC+2) | Hongarije                                                                                        | 9 – 0 | Roemenië | Megyeri úti stadion, Újpest Toeschouwers: 45.000 Scheidsrechter: Antun Mlinarić (YUG) |
| 6 juni Balkan Cup 1948 № 106 «onderlinge duels» 18:00 uur (UTC+2) | József Mészáros 30', 46' Béla Egresi 43', 61', 72' Ferenc Puskás 58', 82' Sándor Kocsis 67', 85' |       |          | Megyeri úti stadion, Újpest Toeschouwers: 45.000 Scheidsrechter: Antun Mlinarić (YUG) |

|                                                                    |                                                     |       |                                         |                                                                                      |
| 20 juni Balkan Cup 1948 № 107 «onderlinge duels» 18:00 uur (UTC+2) | Roemenië                                            | 3 – 2 | Bulgarije                               | Giuleștistadion, Boekarest Toeschouwers: 15.000 Scheidsrechter: György Szigeti (HUN) |
| 20 juni Balkan Cup 1948 № 107 «onderlinge duels» 18:00 uur (UTC+2) | Iuliu Farkas 22', 71' (pen.) Nicolae Dumitrescu 78' |       | 14' Petar Argirov 21' Borislav Tsvetkov | Giuleștistadion, Boekarest Toeschouwers: 15.000 Scheidsrechter: György Szigeti (HUN) |

|                                                                   |                                            |       |                     |                                                                                             |
| 4 juli Balkan Cup 1948 № 108 «onderlinge duels» 17:45 uur (UTC+2) | Roemenië                                   | 2 – 1 | Tsjecho-Slowakije   | Giuleștistadion, Boekarest Toeschouwers: 20.000 Scheidsrechter: Maksymilian Schneider (POL) |
| 4 juli Balkan Cup 1948 № 108 «onderlinge duels» 17:45 uur (UTC+2) | Eugen Iordache 22' Carol Bartha 90' (pen.) |       | 77' Oldřich Menclík | Giuleștistadion, Boekarest Toeschouwers: 20.000 Scheidsrechter: Maksymilian Schneider (POL) |

|                                                                       |       |       |          |                                                                                |
| 10 oktober Balkan Cup 1948 № 109 «onderlinge duels» 14:00 uur (UTC+1) | Polen | 0 – 0 | Roemenië | Stadion Ruchu, Chorzów Toeschouwers: .000 Scheidsrechter: Jaroslav Vlček (TCH) |
| 10 oktober Balkan Cup 1948 № 109 «onderlinge duels» 14:00 uur (UTC+1) |       |       |          | Stadion Ruchu, Chorzów Toeschouwers: .000 Scheidsrechter: Jaroslav Vlček (TCH) |

|                                                                       |                        |       |                                                  |                                                                                           |
| 24 oktober Balkan Cup 1948 № 110 «onderlinge duels» 15:15 uur (UTC+2) | Roemenië               | 1 – 5 | Hongarije                                        | Stadionul Republicii, Boekarest Toeschouwers: 40.000 Scheidsrechter: Jaroslav Vlček (TCH) |
| 24 oktober Balkan Cup 1948 № 110 «onderlinge duels» 15:15 uur (UTC+2) | Iosif Petschovschi 77' |       | 44', 63', 84' Ferenc Puskás 50', 68' Ferenc Deák | Stadionul Republicii, Boekarest Toeschouwers: 40.000 Scheidsrechter: Jaroslav Vlček (TCH) |

### 1949
|                                                                  |                            |       |                 |                                                                                         |
| 8 mei Balkan Cup 1948 № 111 «onderlinge duels» 17:15 uur (UTC+2) | Roemenië                   | 2 – 1 | Polen           | Stadionul Republicii, Boekarest Toeschouwers: 35.000 Scheidsrechter: György Dankó (HUN) |
| 8 mei Balkan Cup 1948 № 111 «onderlinge duels» 17:15 uur (UTC+2) | Iosif Petschovschi 5', 31' |       | 66' Józef Mamoń | Stadionul Republicii, Boekarest Toeschouwers: 35.000 Scheidsrechter: György Dankó (HUN) |

|                                                                     |                                                         |       |                                   |                                                                               |
| 22 mei Vriendschappelijk № 112 «onderlinge duels» 18:00 uur (UTC+2) | Tsjecho-Slowakije                                       | 3 – 2 | Roemenië                          | Strahovstadion, Praag Toeschouwers: 55.000 Scheidsrechter: Andor Dorogi (HUN) |
| 22 mei Vriendschappelijk № 112 «onderlinge duels» 18:00 uur (UTC+2) | Emil Pažický 22' Vlastimil Preis 32' Gejza Šimanský 46' |       | 16' Gheorghe Vaczi 25' Ioan Lungu | Strahovstadion, Praag Toeschouwers: 55.000 Scheidsrechter: Andor Dorogi (HUN) |

|                                                                         |                        |       |                  |                                                                                         |
| 23 oktober Vriendschappelijk № 113 «onderlinge duels» 15:00 uur (UTC+2) | Roemenië               | 1 – 1 | Albanië          | Stadionul Republicii, Boekarest Toeschouwers: 40.000 Scheidsrechter: György Dankó (HUN) |
| 23 oktober Vriendschappelijk № 113 «onderlinge duels» 15:00 uur (UTC+2) | Iosif Petschovschi 23' |       | 49' Qamil Teliti | Stadionul Republicii, Boekarest Toeschouwers: 40.000 Scheidsrechter: György Dankó (HUN) |

|                                                        |                 |       |                                                           |                                                                                      |
| 29 november Vriendschappelijk № 114 «onderlinge duels» | Albanië         | 1 – 4 | Roemenië                                                  | Qemal Stafastadion, Tirana Toeschouwers: 40.000 Scheidsrechter: Ferenc Palásti (HUN) |
| 29 november Vriendschappelijk № 114 «onderlinge duels» | Pal Mirashi 50' |       | 22', 57' Ioan Lungu 33' Gheorghe Vaczi 68' Ştefan Filotti | Qemal Stafastadion, Tirana Toeschouwers: 40.000 Scheidsrechter: Ferenc Palásti (HUN) |

Albanië · België · Bulgarije · Denemarken · Duitsland · Engeland · Estland · Finland · Frankrijk · Griekenland · Hongarije · Ierland · IJsland · Israël · Italië · Joegoslavië · Kroatië · Letland · Litouwen · Luxemburg · Nederland · Noord-Ierland · Noorwegen · Oostenrijk · Polen · Portugal · Roemenië · Schotland · Slowakije · Spanje · Tsjecho-Slowakije · Turkije · Wales · Zweden · Zwitserland
FRF · A-internationals · Selecties · Bondscoaches · Statistieken · Roemeens vrouwenelftal · Olympisch elftal · Roemenië U21 · Roemenië U20 · Roemenië U19 · Roemenië U18 · Roemenië U17 · Roemenië U16
1922 – 1929 · 
1930 – 1939 · 
1940 – 1949 · 
1950 – 1959 · 
1960 – 1969 · 
1970 – 1979 · 
1980 – 1989 · 
1990 – 1999 · 
2000 – 2009 · 
2010 – 2019 · 
2020 – 2029
EK's: 1984 · 
1996 · 
2000 · 
2008 · 
2016 · 
2024
WK's: 1930 · 
1934 · 
1938 · 
1970 · 
1990 · 
1994 · 
1998
OS: 1924 · 
1952 · 
1964 · 
2020
1922 · 
1923 · 
1924 · 
1925 · 
1926 · 
1927 · 
1928 · 
1929 · 
1930 · 
1931 · 
1932 · 
1933 · 
1934 · 
1935 · 
1936 · 
1937 · 
1938 · 
1939 · 
1940 · 
1941 · 
1942 · 
1943 · 
1944 · 
1945 · 
1946 · 
1947 · 
1948 · 
1949 · 
1950 · 
1952 · 
1952 · 
1953 · 
1954 · 
1955 · 
1956 · 
1957 · 
1958 · 
1959 · 
1960 · 
1961 · 
1962 · 
1963 · 
1964 · 
1965 · 
1966 · 
1967 · 
1968 · 
1969 · 
1970 · 
1971 · 
1972 · 
1973 · 
1974 · 
1975 · 
1976 · 
1977 · 
1978 · 
1979 · 
1980 · 
1981 · 
1982 · 
1983 · 
1984 · 
1985 · 
1986 · 
1987 · 
1988 · 
1989 · 
1990 · 
1991 · 
1992 · 
1993 · 
1994 · 
1995 · 
1996 · 
1997 · 
1998 · 
1999 · 
2000 · 
2001 · 
2002 · 
2003 · 
2004 · 
2005 · 
2006 · 
2007 · 
2008 · 
2009 · 
2010 · 
2011 · 
2012 · 
2013 · 
2014 · 
2015 ·
2016 ·
2017 ·
2018 ·
2019 ·
2020 ·
2021 ·
2022 ·
2023
Albanië ·
Algerije ·
Andorra ·
Argentinië ·
Armenië ·
Australië ·
Azerbeidzjan ·
België ·
Bolivia ·
Bosnië en Herzegovina ·
Brazilië ·
Bulgarije ·
Chili ·
China ·
Colombia ·
Congo-Kinshasa ·
Cuba ·
Cyprus ·
DDR ·
Denemarken ·
Duitsland ·
Ecuador ·
Egypte ·
Engeland ·
Estland ·
Faeröer ·
Finland ·
Frankrijk ·
Georgië ·
Griekenland ·
Honduras ·
Hongarije ·
Ierland ·
IJsland ·
Irak ·
Iran ·
Israël ·
Italië ·
Ivoorkust ·
Japan ·
Joegoslavië ·
Kameroen ·
Kazachstan · 
Kosovo · 
Kroatië ·
Letland ·
Liechtenstein ·
Litouwen ·
Luxemburg ·
Malta ·
Marokko ·
Mexico ·
Moldavië ·
Montenegro ·
Nederland ·
Nigeria ·
Noord-Ierland ·
Noord-Macedonië ·
Noorwegen ·
Oekraïne ·
Oostenrijk ·
Paraguay ·
Peru ·
Polen ·
Portugal ·
Rusland ·
San Marino ·
Schotland ·
Servië ·
Slovenië ·
Slowakije ·
Sovjet-Unie ·
Spanje ·
Trinidad en Tobago ·
Tsjechië ·
Tsjecho-Slowakije ·
Tunesië ·
Turkije ·
Turkmenistan ·
Uruguay ·
Verenigde Arabische Emiraten ·
Verenigde Staten ·
Wales ·
Wit-Rusland ·
Zuid-Korea ·
Zweden ·
Zwitserland
Albanië (2016) · 
Frankrijk (2008) · 
Frankrijk (2016) · 
Italië (2008) · 
Nederland (2008) · 
Zwitserland (2016)